# العلاقات الأردنية القطرية
العلاقات الأردنية القطرية بدأت العلاقات الدبلوماسية بين البلدين على مستوى السفراء - 1972، لكن العلاقات بين البلدين تعود إلى ما قبل استقلال دولة قطر - 1971، عندما استضافت قطر مجموعة من الموظفين الأردنيين في المجالات التعليمية والقضائية والاقتصادية والعسكرية.

## العلاقات السياسية
العلاقات الأردنية القطرية كانت علاقات متوترة بالمجمل. تعود حالة التوتر بين البلدين بسبب مواقف عدة منها قضية إبعاد رئيس المكتب السياسي لحركة حماس خالد مشعل من الأردن - 1999، وفشل الوساطة القطرية حينذاك وإلقاء الأخيرة اللوم على الأردن. وتوالت بعد ذلك المواقف عندما قررت الأردن ترشيح مندوبها في الأمم المتحدة الأمير زيد بن رعد ليكون خليفة لكوفي عنان في منصب الأمين العام للامم المتحدة - 2006 وتصويت دولة قطر لصالح المرشح الكوري جنوبي بان كي مون وسحبت الأردن سفيرها في قطر على إثر ذلك. في - 2010 عندما أبدى الأمير علي بن الحسين رغبته في الترشح لمنصب نائب رئيس الاتحاد الآسيوي لكرة القدم، تعرضت قناة الجزيرة الرياضية للتشويش، واتهمت القناة القطرية وقتها الأردن باحتضان المحطة التي شوشت على القناة.
في - 2014 أعلنت الأردن عبر الناطق باسم الحكومة محمد المومني تجاه أزمة سحب السفراء في الخليج إنها ستلتزم بالحياد في التعاطي مع الخلاف القطري مع الدول الخليجية، وأشار المومني في ذات الوقت أن الأردن لم يطلب التوسط لحل الخلافات الخليجية. في 7 يونيو 2017 وجراء الأزمة الدبلوماسية الخليجية مع قطر قرر الأردن تخفيض مستوى التمثيل الدبلوماسي مع قطر، كما قررت المملكة الأردنية إغلاق مكتب قناة الجزيرة في العاصمة عمان.

## الاتفاقيات
- اتفاقية اللجنة العليا المشتركة الموقعة بين البلدين - 1995.[4]
- اتفاقية التشجيع والحماية المتبادلة للاستثمارات 2009.
- اتفاقية إنشاء صندوق استثماري مشترك بين جهاز قطر للاستثمار وحكومة المملكة الأردنية الموقعة في عمّان - 2009.
- اتفاقية تنظيم استخدام العمال الأردنيين في دولة قطر1997.
- اتفاقية التعاون المشترك بين وكالة الأنباء القطرية و نظيرتها الأردنية - 1990.
- اتفاقية التعاون الصحي - 1984.
- اتفاقية التعاون الثقافي - 1972.
- اتفاقية النقل الجوي والخدمات الجوية بين حكومة دولة قطر وحكومة المملكة الأردنية الهاشمية - 1995.
- اتفاقية النقل البحري التجاري والموانئ - 1997.
- اتفاقية التشجيع والحماية المتبادلة للاستثمارات والموقعة في عمّان - 2009.
- اتفاقية الازدواج الضريبي - 2004 .
- مذكرة تفاهم في مجال الشؤون البلدية - 1996.
- مذكرة تفاهم للتعاون السياحي - 2004 .
- مذكرة تفاهم بشأن الاعتراف المتبادل للشهادات - 2008 .
- برنامج تنفيذي لاتفاقية التعاون في مجال أنشطة التقييس - 2010.
- بروتوكول التعاون في مجال الشباب والرياضة - 1996.